# Tromín prorostlý
Tromín prorostlý (Smyrnium perfoliatum) je dvouletá, středně vysoká, planě rostoucí rostlina kvetoucí zelenavě žlutými květy sestavenými do okolíků. Je jediný druh rodu tromín rostoucí v české přírodě a je považován za zdomácnělý neofyt, poprvé byl zde zaznamenán roku 1886. V minulosti býval z oblastí okolo Středozemního moře přivážen do střední Evropy a v zámeckých zahradách pěstován jako okrasná rostlina, odkud unikal do volné přírody.

## Rozšíření
Centrum původního výskytu tromínu prorostlého se nachází ve ke Středozemnímu a k Černému moři přiléhajících zemích jihozápadní a jihovýchodní Evropy včetně Turecka a států ležících na Balkáně až po Maďarsko a Slovensko. Původní arely má dále v Rusku, na Kavkaze a v severozápadní Africe. Druhotně byl rozšířen na Britské ostrovy a do středu Evropy, do Rakouska, Německa, Švýcarska, České republiky i do Dánska.
V ČR se vyskytuje jen řídce, již delší čas je jeho přítomnost pozorována v blízkosti Prahy a Brna a v poslední době byl zaznamenán z okolí Teplic, Nového Jičína a z Javorníků.

## Ekologie
Roste od nížin až po pahorkatiny, v nižších nadmořských výškách bývá hojnější. Vyskytuje se v lemech teplomilných listnatých lesů nebo na jejich mýtinách, v náletových porostech, v křovinách a na loukách okolo vodních toků, stejně tak i souběžně s komunikacemi. Nejlépe mu prospívají polostinná stanoviště s humózní, výživnou půdou, která je neutrální až slabě kyselá a mírně vlhká.
Tento hemikryptofyt je v české krajině bylinou sice nápadnou, ale konkurenčně není příliš silná a jiné druhy neomezuje. Na svých obsazených lokalitách je rostlinou úspěšnou a objevuje se pravidelně, na nová místa se však téměř nešíří. Nepředpokládá se jeho invazní šíření ani do budoucna. Ploidie druhu je 2n = 22.

## Popis
Dvouletá bylina s přímou, plnou, lysou, 50 až 100 cm vysokou lodyhou vyrůstající ze ztlustlého kořene. Lodyha je hlavně v horní části větvená a zbarvená žlutozeleně, celá je křídlatě hranatá a v uzlinách jemně pýřitá. Přízemní listy (4 až 6 ks) s pochvami jsou dlouze řapíkaté, jednou až trojnásobně zpeřené, jejich lístky jsou v obryse vejčité, dvou až trojlaločné, na bázi srdčité a po obvodě vroubkované, v době kvetení již bývají suché. Lodyžní listy (6 až 8) jsou celistvé, vejčité, mají objímavou srdčitou bázi a jsou po okraji vroubkované, směrem vzhůru se zmenšují.
Zelenožluté, drobné, oboupohlavné květy v počtu 15 až 25 vytvářejí okolíčky, které v množství 5 až 15 skládají ploché okolíky 4 až 8 cm široké, obaly i obalíčky chybějí. Kališní lístky jsou nezřetelné, korunní lístky jsou asi 1,2 mm dlouhé, na vrcholu dovnitř ohnuté a jsou zelenavě žluté zbarvené. Opylovány jsou hmyzem, rozmnožují se semeny. Plody jsou široce vejčité, asi 3 mm dlouhá poltivé dvounažky. Její merikarpia (semena) bývají 1,2 mm velká, hnědočerná, kulovitá, lesklá a mají tři podélná žebra.

## Význam
V přírodě České republiky je rostlinou bez valného významu. V jihoevropských zemích se občas pěstuje jako aromatická nebo léčivá rostlina. Semena obsahují látky proti nadýmání a pro zklidnění žaludku, bývají užívána i jako náhrada pepře. Čerstvý nebo sušený kořen má močopudné a počišťovací účinky, vařený se používá v polévkách. Rostliny obsahují mnoho vitamínu C a jejich mladé listy a lodyhy se používají do salátů. Semenáče dvouletých rostlin začínají růst již na podzim a mladé listy jsou k dispozici po celé zimní období. Starší listy mají ostrou celerovou chuť.

## Galerie

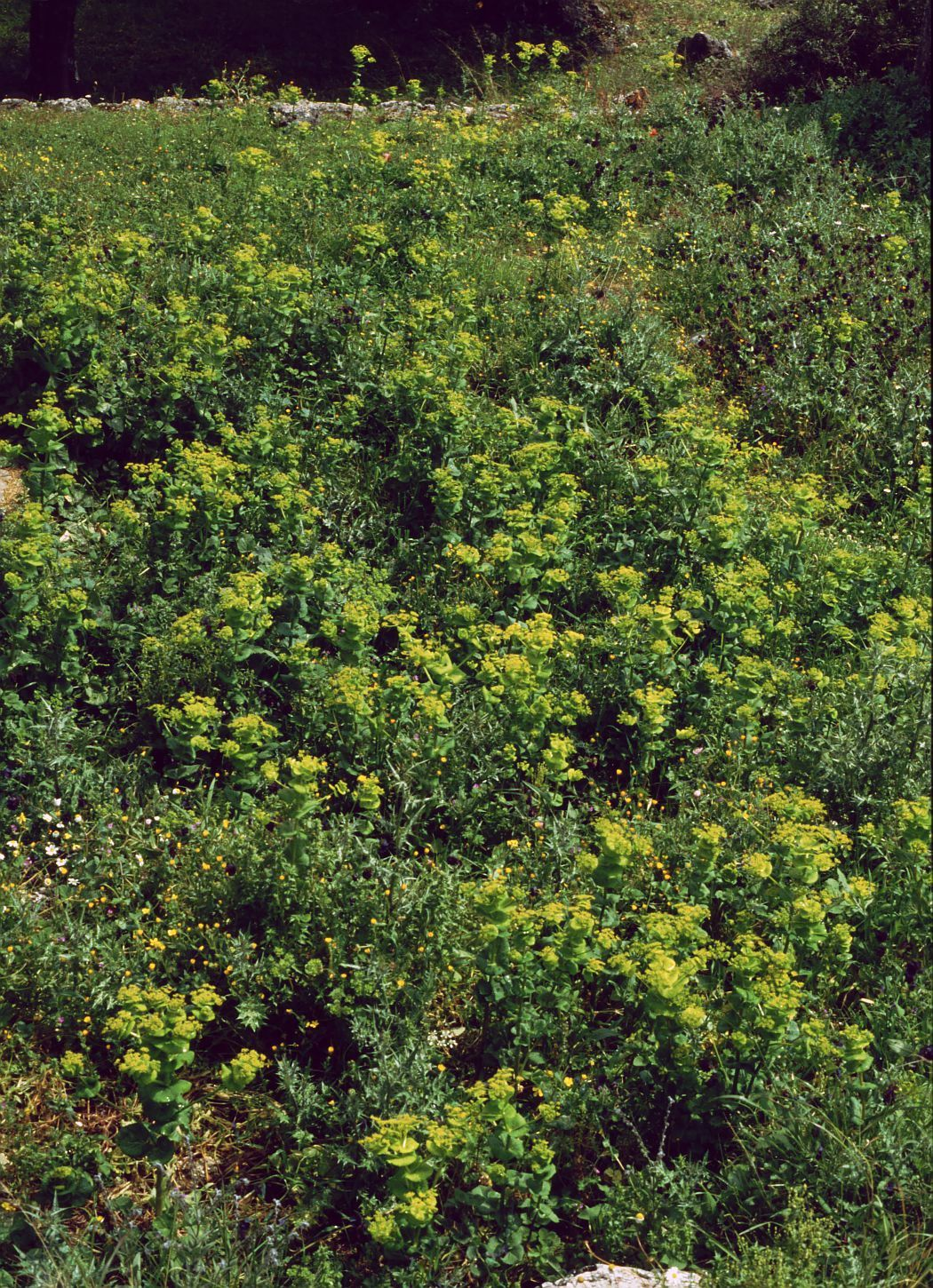
Porost tromínu prorostlého
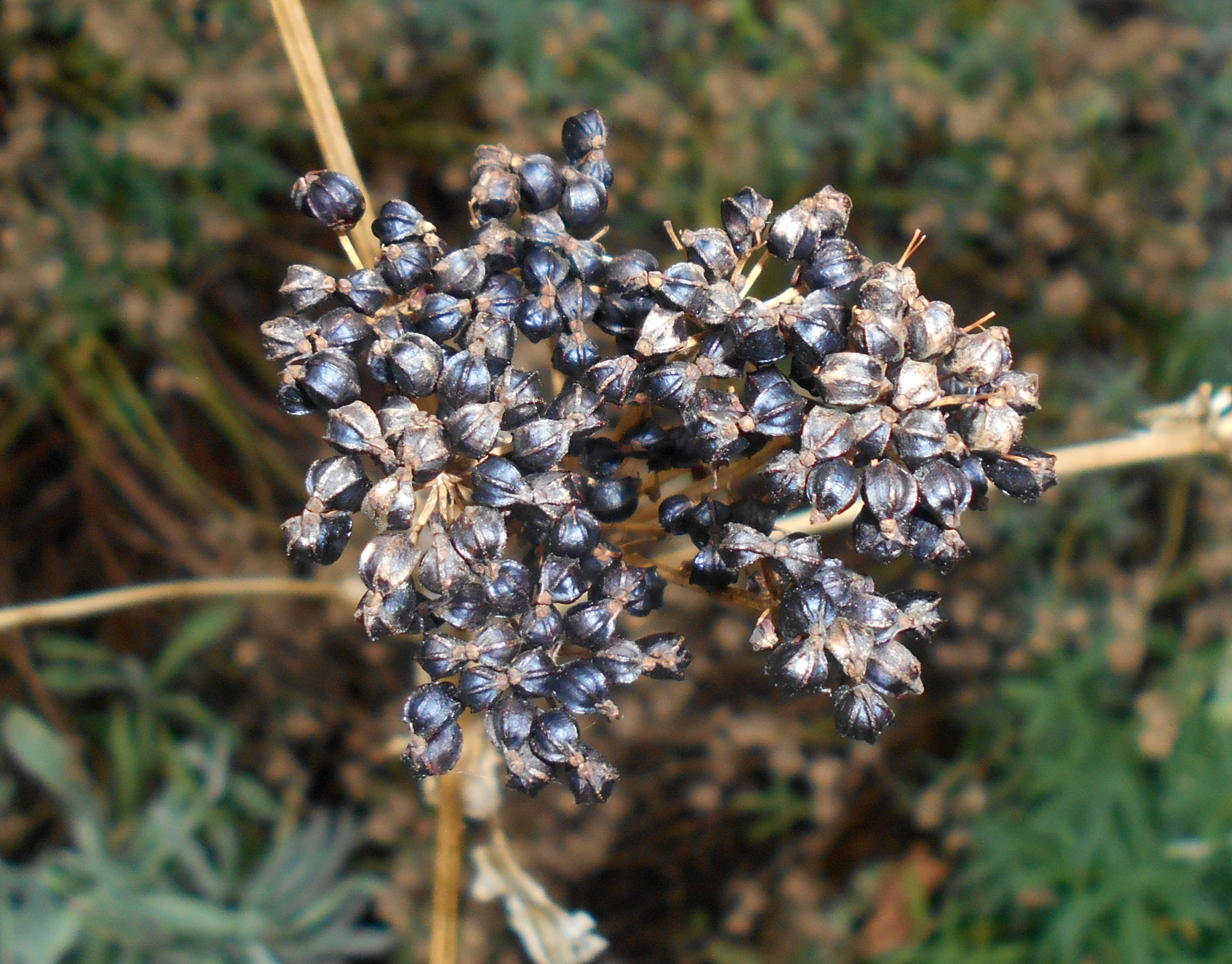
Zrající plody
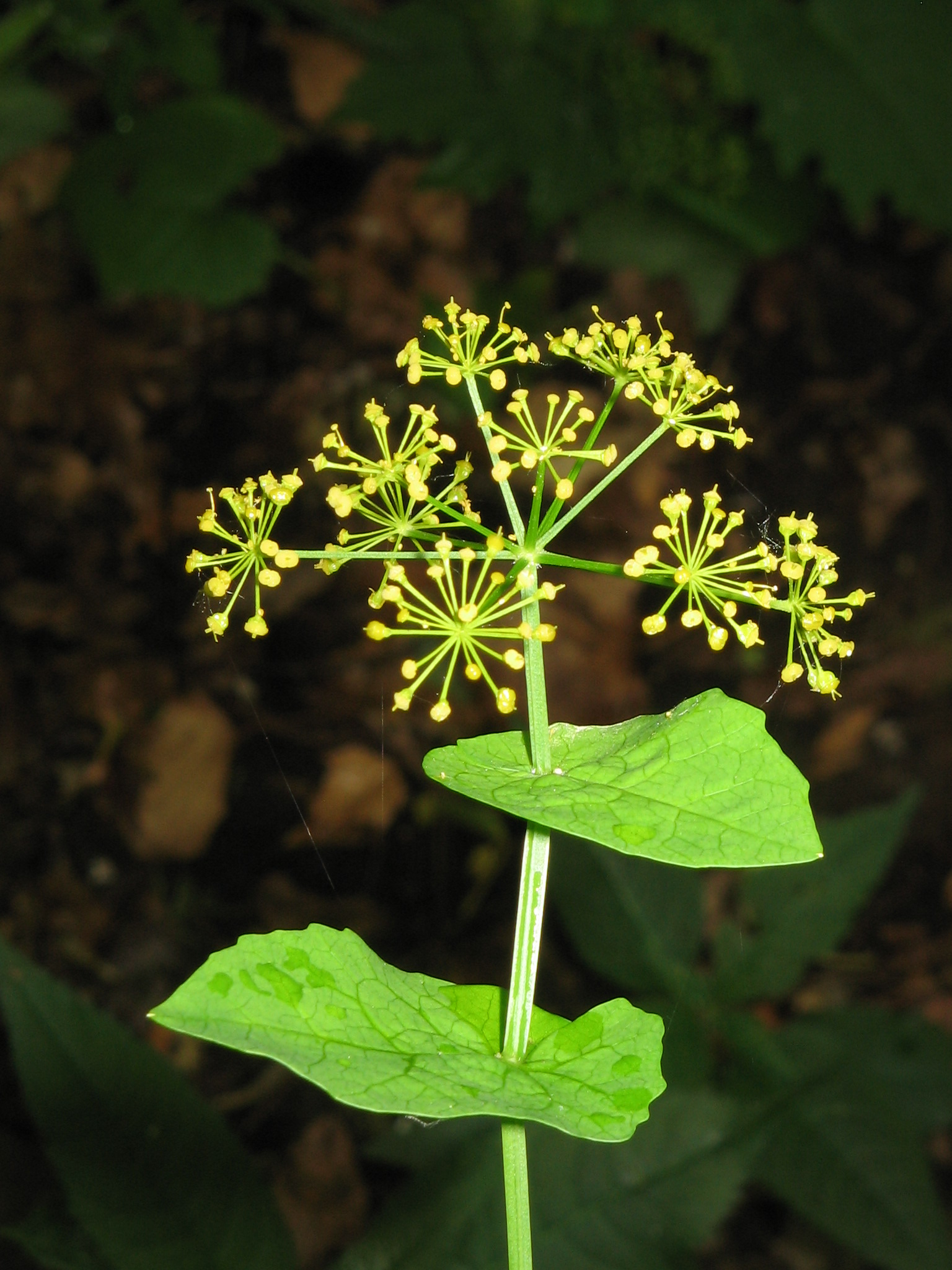
Okolík